# Vallée du Lis
Pour les articles homonymes, voir Lis.
Pour la vallée du même nom en Vallée d'Aoste, voir Vallée du Lys.
La vallée du Lis, ou vallée du Lys, est une petite vallée d'altitude des Pyrénées françaises s'ouvrant sur la vallée de Luchon (département de la Haute-Garonne, région Occitanie). Elle tient son nom du Lys, petite rivière affluent de la Pique.
Via la route départementale D 46, elle est, pour les véhicules, la seule voie d'accès à la station de Superbagnères.

## Toponymie
Le nom de la vallée est soit basé sur l'hydronyme pyrénéen Lez, soit sur le mot gascon Lits signifiant « avalanche ». Il existe aussi une vallée du Lys dans les Alpes en val d'Aoste au mont Rose et un cirque du Lys dans les Hautes-Pyrénées.

## Géographie

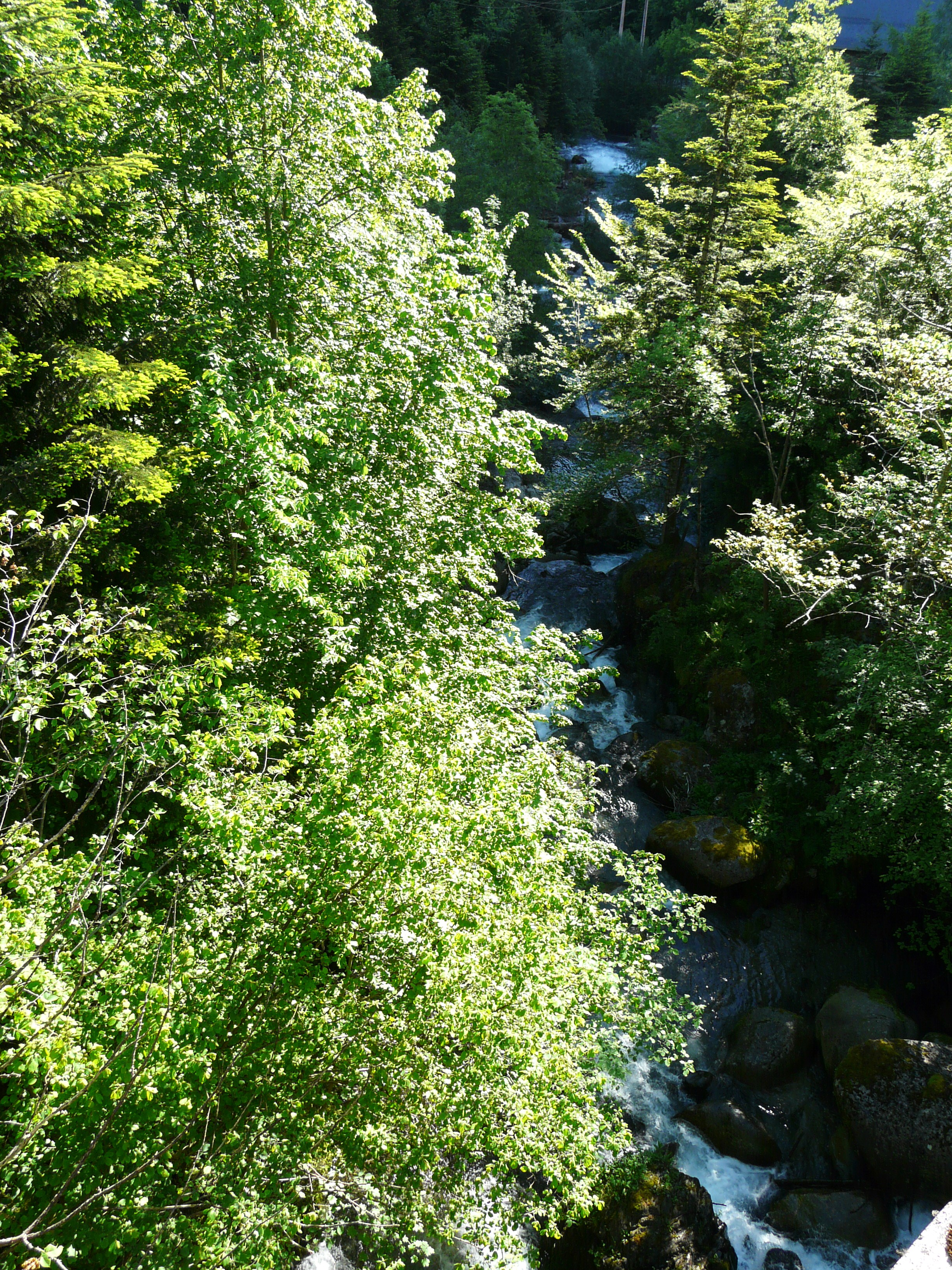
Le Lis au pont de Ravi.

Cette haute vallée pyrénéenne s'enroule autour du mont du Lis (2 234 m) au pied du pic des Crabioules (3 116 m) et du pic Lézat (3 107 m) et se répartit entre quatre communes.
La partie supérieure du Lis marque la limite des communes de Cazeaux-de-Larboust au nord-ouest, et de Castillon-de-Larboust au sud-est. Selon le Sandre et les anciens cadastres de Castillon-de-Larboust et Cazeaux-de-Larboust, la partie supérieure du ruisseau du Lys correspond à l'actuel ruisseau d'Enfer qu'identifie l'IGN. Toujours selon l'IGN, le Lys nait de la jonction des ruisseaux d'Enfer et Houradade en dessous du cirque des Crabioules.
Dans sa partie médiane, le cours d'eau traverse brièvement la commune de Castillon-de-Larboust au niveau de la route d'accès à Superbagnères. Sa partie inférieure, dont la vallée se resserre, arrose principalement Saint-Aventin sur environ trois kilomètres avant de servir sur 500 mètres de limite entre Saint-Aventin et Bagnères-de-Luchon. Au pont de Ravi, les 200 derniers mètres s'effectuent entièrement sur le territoire communal de Bagnères-de-Luchon où le Lis conflue en rive gauche de la Pique.

## Randonnées
La vallée se prête à la randonnée d'été.
Elle donne accès aux :
- cascade d'Enfer ;
- gouffre d'Enfer ;
- Prat-Long ;
- lac Vert ;
- lac Bleu ;
- lac des Grauès.

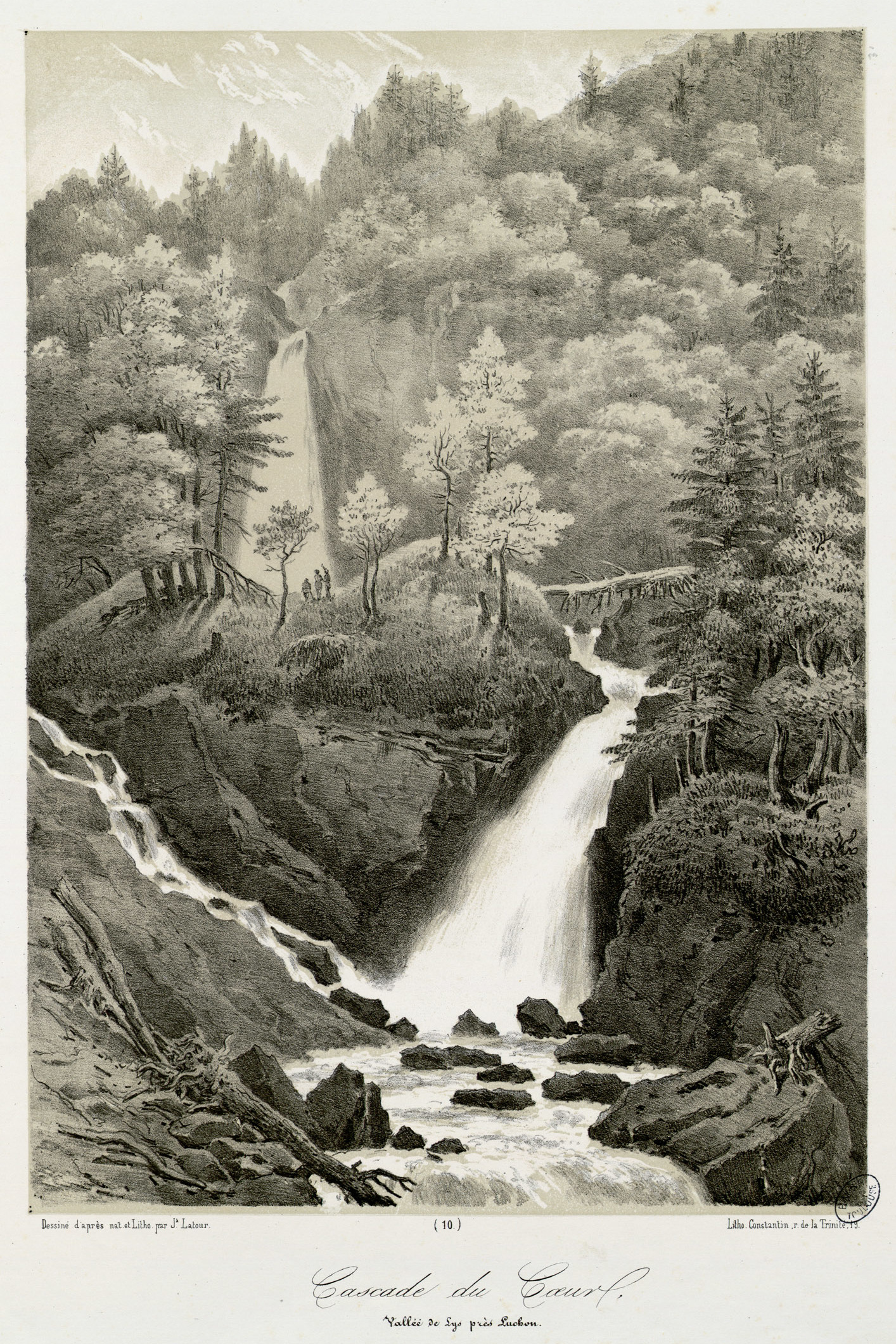
La cascade du Cœur au milieu du XIXe siècle par Joseph Latour.
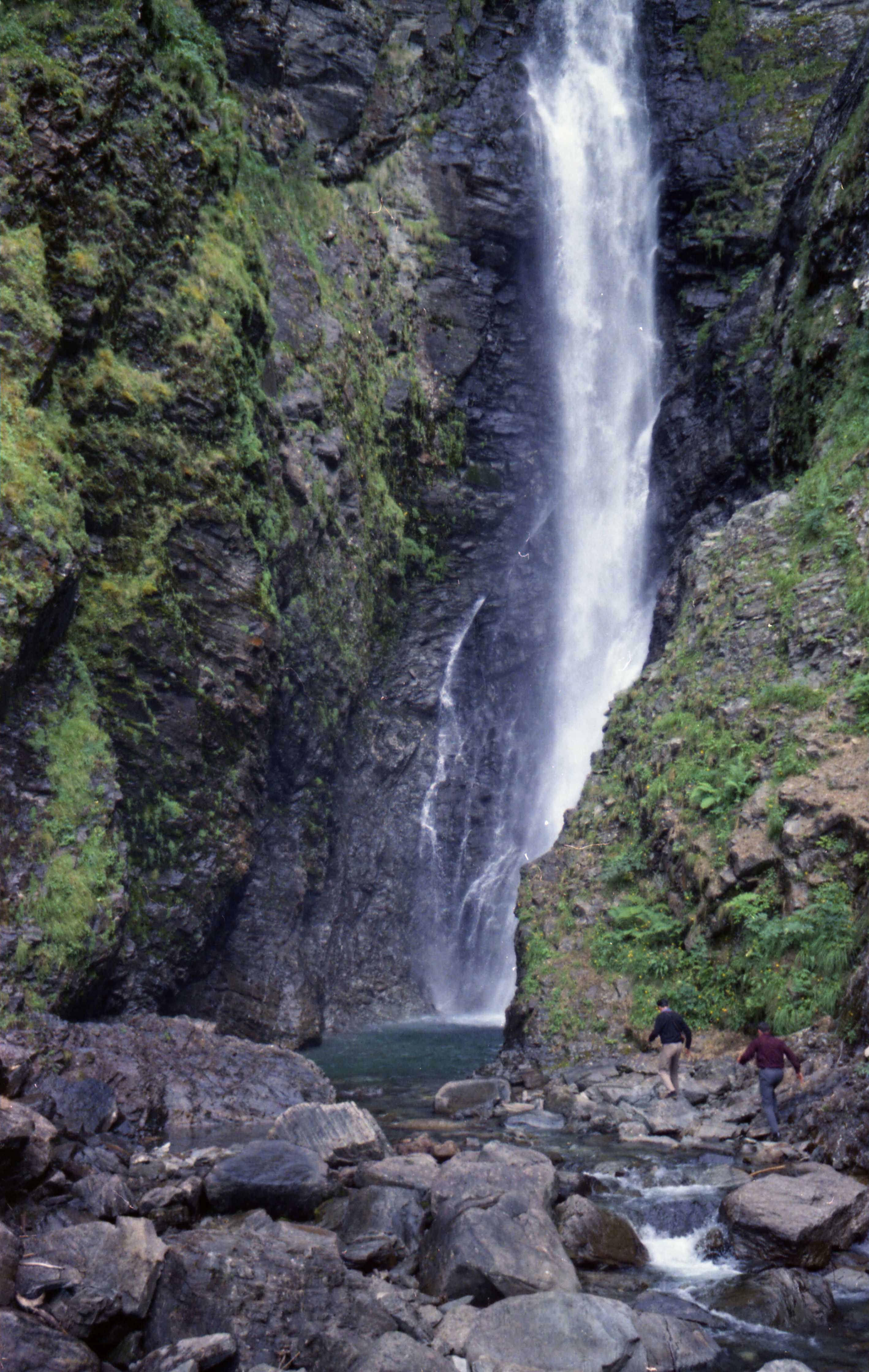
La vallée du Lys et la cascade d'Enfer, 1965.
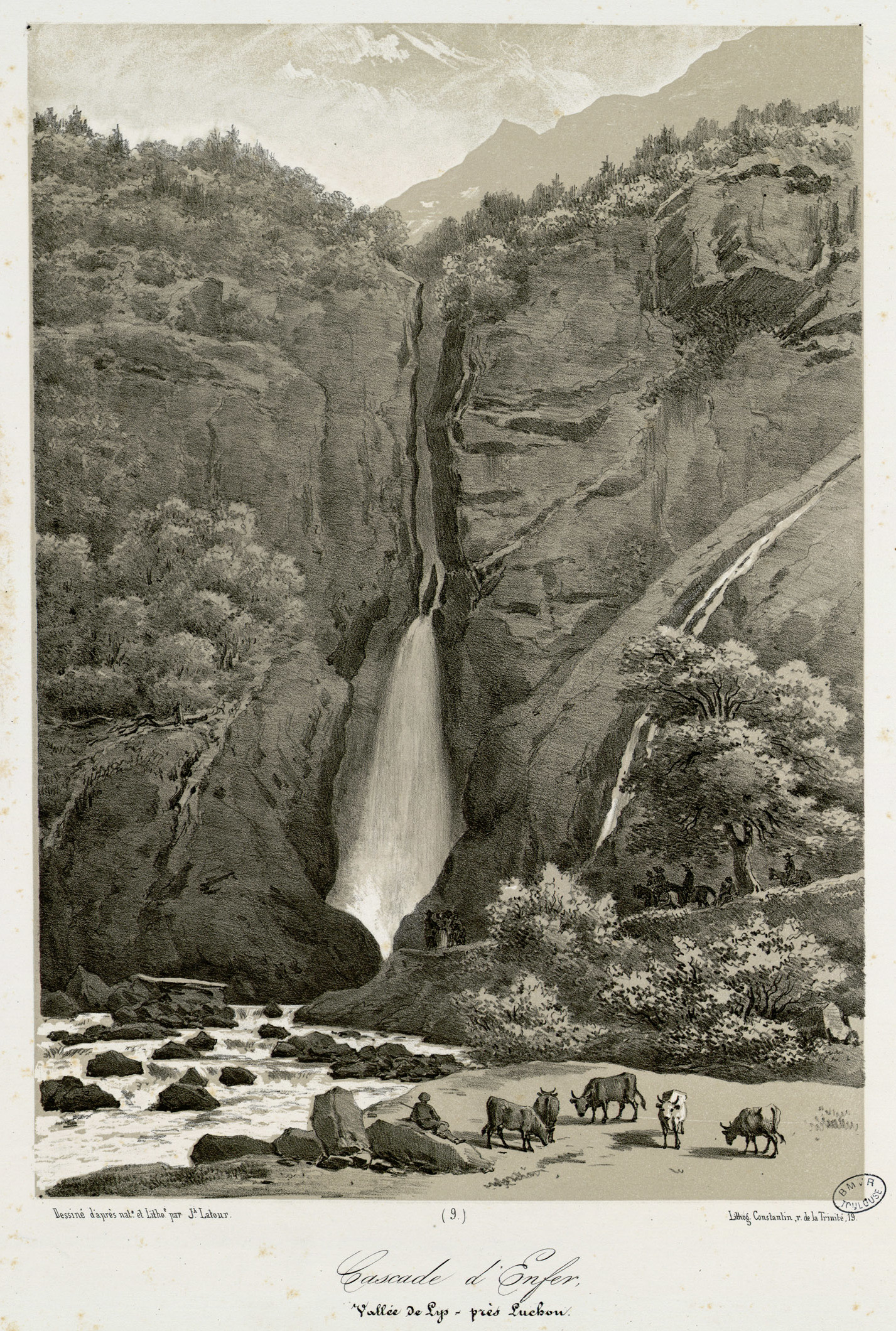
Vallée du Lys et cascade d'Enfer au milieu du XIXe siècle par Joseph Latour conservé par Rosalis.
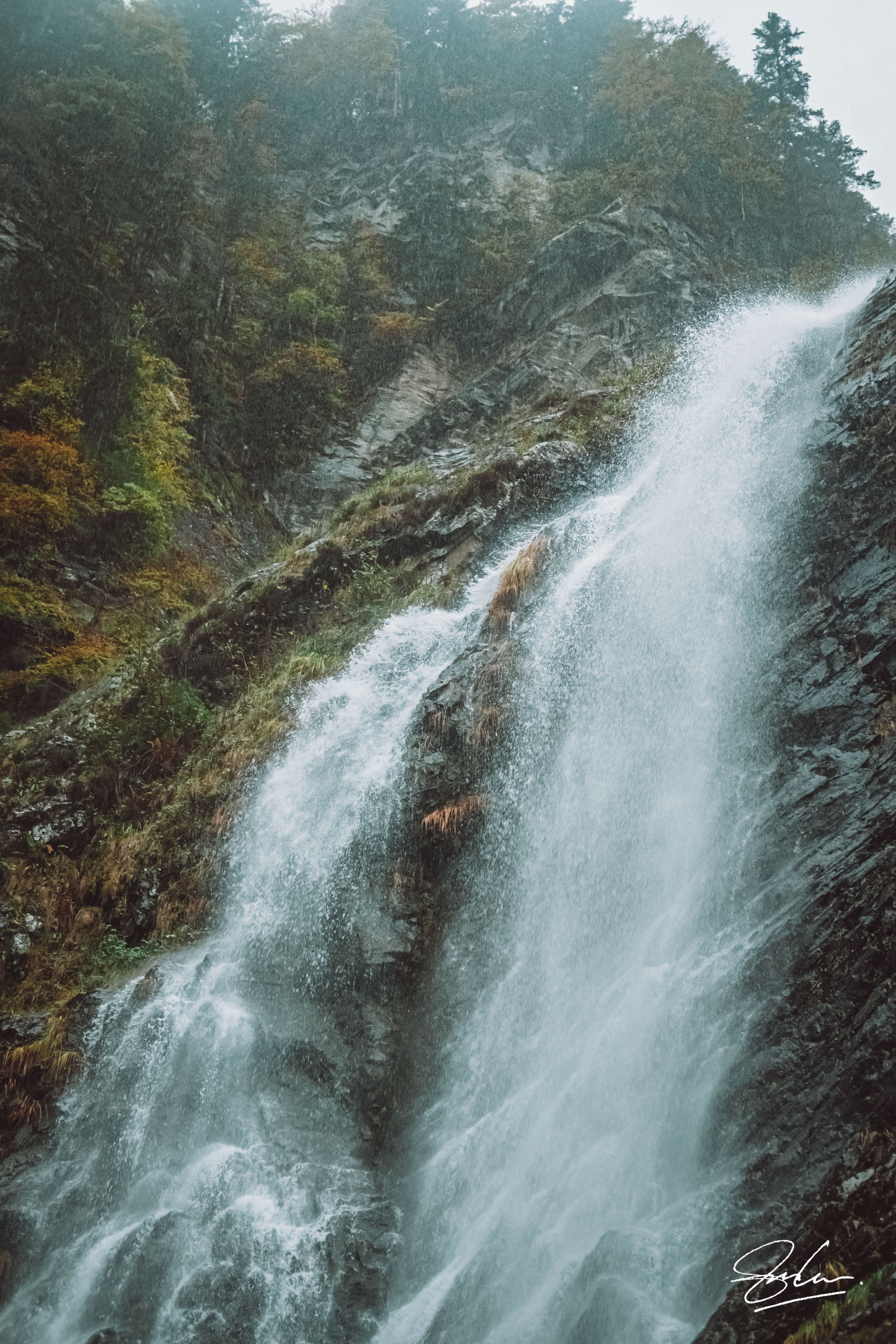
Vue rapprochée de la cascade d'Enfer
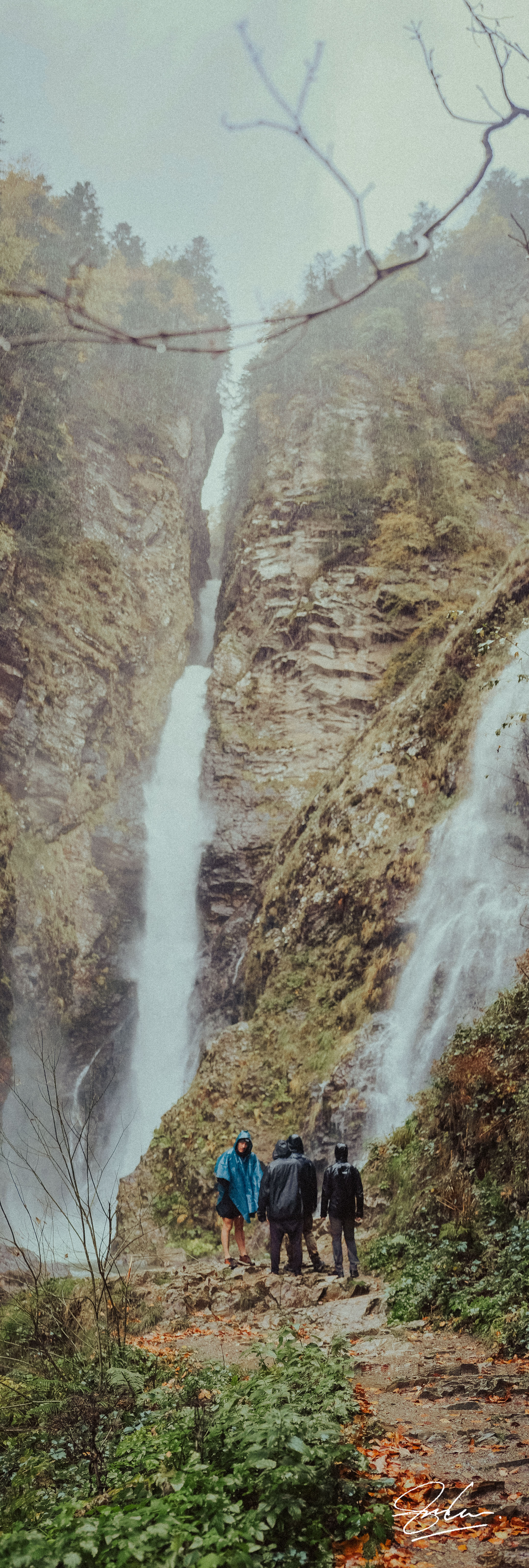
Vue d'ensemble de la cascade d'Enfer